# Snipers Team
Lo Snipers Team, anche noto come Rivacold Snipers Team per ragioni di sponsorizzazione, è una squadra di motociclismo che gareggia nel motomondiale, nel CEV e nel CIV. La scuderia di Montelabbate ha all'attivo 6 Gran Premi vinti nella classe Moto3.

## Storia

### Moto3
La squadra debutta nella stagione 2017 del motomondiale in Moto3 con due Honda NSF250R, affidate a Romano Fenati e Jules Danilo. Al terzo Gran Premio stagionale disputatosi ad Austin, Romano Fenati ottiene la prima vittoria per la squadra. Fenati chiude il campionato al secondo posto, con Danilo ventunesimo con il quinto posto al Gran Premio d'Olanda quale miglior risultato.

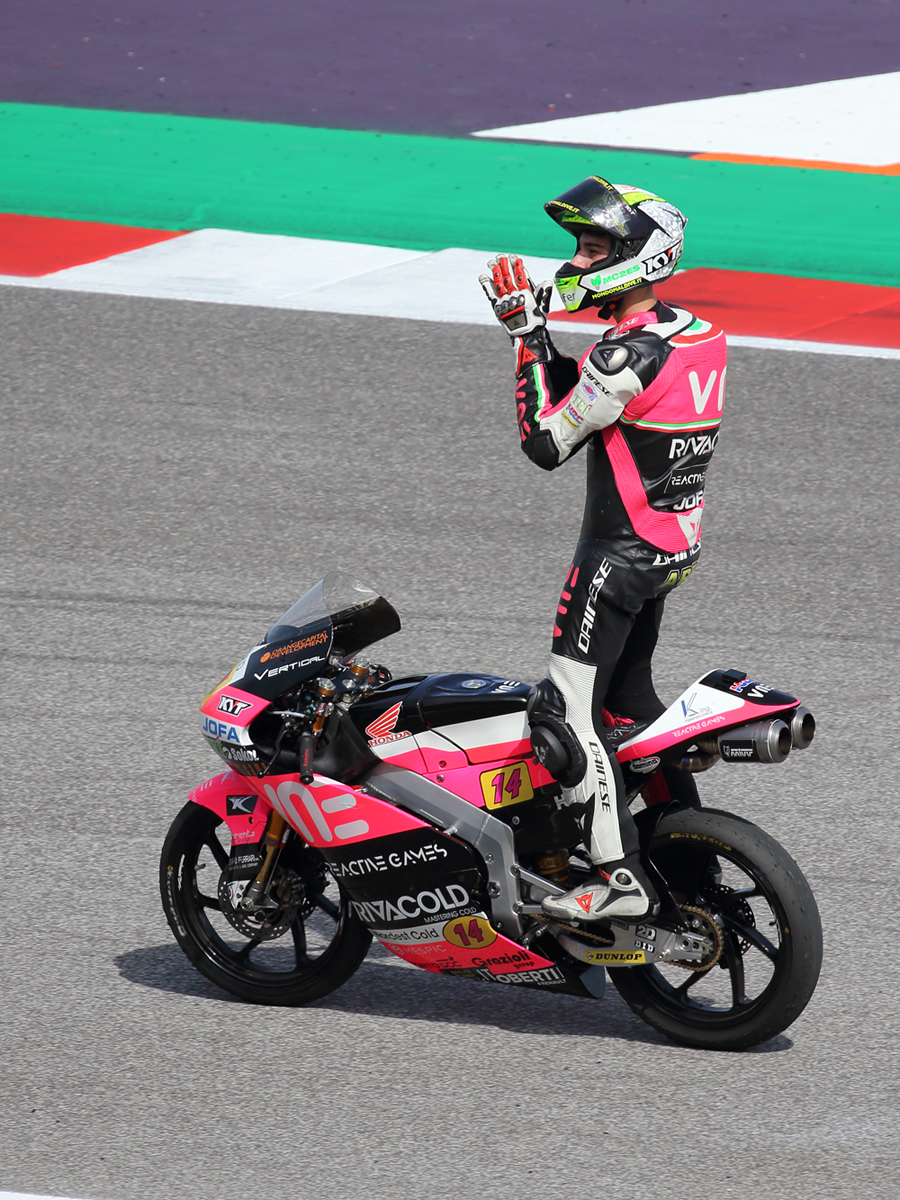
Arbolino, su una moto di Snipers, saluta il pubblico dopo la conquista del podio al Gran Premio di Misano del 2019.

Nel motomondiale 2018 lo Snipers Team ingaggia Tony Arbolino, il quale ottiene come miglior risultato il sesto posto al Gran Premio del Giappone e conclude la stagione diciottesimo. Per la stagione 2019 viene riconfermato Arbolino e viene nuovamente ingaggiato Fenati, al termine della stagione Arbolino chiude al quarto posto in classifica generale con due vittorie (Italia e Olanda), due secondi posti e tre terzi posti mentre Fenati chiude sedicesimo con una vittoria (Austria).
Nel stagione 2020 al confermato Arbolino viene affiancato Filip Salač. Arbolino lotta per il titolo fino a fine stagione andando poi a chiudere al secondo posto. Nella classifica a squadre Snipers si piazza al quinto posto. Nel 2021 il team inizia la stagione con il confermato Salač e ingaggia Andrea Migno in sostituzione di Arbolino passato in Moto2. Salač conquista una pole position ed un secondo posto prima di trasferirsi al CarXpert PrüstelGP. Il suo posto in squadra viene preso da Alberto Surra. Migno, costretto a finire anzitempo diverse gare per errori altrui, riesce comunque a ottenere tre piazzamenti a podio e due pole chiudendo al decimo posto. Il campionato si conclude al nono posto in classifica a squadre.
Nel 2022 il team schiera la stessa coppia di piloti con cui ha terminato l'anno precedente. Migno vince la gara inaugurale in Qatar mentre Surra, alle prese con due infortuni, viene sostituito di volta in volta da altri piloti. La stagione si conclude al nono posto in classifica a squadre. Nel 2023 Snipers cambia entrambi i pilotiː vengono infatti ingaggiati l'esperto Romano Fenati e Matteo Bertelle; nessuno dei due riuscirà a salire sul podio in quest'annata che si conclude all'undicesimo posto nella classifica a squadre. Il confermato Bertelle e lo spagnolo David Almansa sono i piloti titolari scelti da Snipers per il campionato di Moto3 del 2024. Il team si conferma all'undicesimo posto nella classifica a squadre senza particolari acuti.

### Moto2
Nel Motomondiale 2018 per la prima volta il team partecipa alla classe Moto2 schierando Romano Fenati, il quale viene sostituito da Xavier Cardelús a partire dal Gran Premio di Aragona a causa della squalifica dell'ascolano.